# 大宝村 (茨城県)
大宝村（たいほうむら）は、茨城県真壁郡にかつて存在した村である。

## 地理
- 現在の下妻市の北部に位置する。
- 村は小貝川の西岸に位置する。

## 歴史

### 村域の変遷
- 1889年（明治22年）4月1日 - 町村制施行により、大宝村、北大宝村、下木戸村、横根村、平川戸村、比毛村、堀籠村、大串村、坂井村、福田新田、平沼新田が合併して真壁郡大宝村発足。
- 1952年（昭和27年）
  - 大字大宝、福田新田の各一部を上妻村に編入。同村大字大木の一部となる。
  - 上妻村大字大木、大木新田の各一部を編入。大字福田新田の一部となる。
- 1954年（昭和29年）4月1日 - 下妻町に編入。同日大宝村廃止。

変遷表
| 1868年 以前 | 1868年 以前    | 明治22年 4月1日 | 昭和14年      | 昭和27年      | 昭和29年      | 昭和29年      | 現在   |
| 1868年 以前 | 1868年 以前    | 明治22年 4月1日 | 昭和14年      | 昭和27年      | 4月1日        | 6月1日        | 現在   |
| ----------- | -------------- | --------------- | ------------- | ------------- | ------------- | ------------- | ------ |
|             | 下木戸村       | 大宝村          | 大宝村        | 大宝村        | 下妻町 に編入 | 市制          | 下妻市 |
|             | 横根村         | 大宝村          | 大宝村        | 大宝村        | 下妻町 に編入 | 市制          | 下妻市 |
|             | 平川戸村       | 大宝村          | 大宝村        | 大宝村        | 下妻町 に編入 | 市制          | 下妻市 |
|             | 比毛村         | 大宝村          | 大宝村        | 大宝村        | 下妻町 に編入 | 市制          | 下妻市 |
|             | 堀籠村         | 大宝村          | 大宝村        | 大宝村        | 下妻町 に編入 | 市制          | 下妻市 |
|             | 大串村         | 大宝村          | 大宝村        | 大宝村        | 下妻町 に編入 | 市制          | 下妻市 |
|             | 福田新田       | 大宝村          | 大宝村        | 大宝村        | 下妻町 に編入 | 市制          | 下妻市 |
|             | 平沼新田       | 大宝村          | 大宝村        | 大宝村        | 下妻町 に編入 | 市制          | 下妻市 |
|             | 大宝村         | 大宝村          | 大宝村        | 大宝村        | 下妻町 に編入 | 市制          | 下妻市 |
|             | 北大宝村       | 大宝村          | 大宝村        | 大宝村        | 下妻町 に編入 | 市制          | 下妻市 |
|             | 大木村の一部   | 上妻村 の一部   | 上妻村 の一部 | 大宝村 に編入 | 下妻町 に編入 | 市制          | 下妻市 |
|             | 大木新田の一部 | 下妻町 の一部   | 上妻村 に編入 | 大宝村 に編入 | 下妻町 に編入 | 市制          | 下妻市 |
|             | 大宝村の一部   | 大宝村          | 大宝村        | 上妻村 に編入 | 上妻村        | 下妻町 に編入 | 下妻市 |
|             | 福田新田の一部 | 大宝村          | 大宝村        | 上妻村 に編入 | 上妻村        | 下妻町 に編入 | 下妻市 |

## 大字
- 大宝（だいほう）
- 北大宝（きただいほう）
- 平沼新田（ひらいしんでん） - 現在の平沼
- 福田新田（ふくだしんでん） - 現在の福田
- 下木戸（しもきど）
- 横根（よこね）
- 平川戸（ひらかわど）
- 比毛（ひけ）
- 堀籠（ほりごめ）
- 坂井（さかい）
- 大串（おおくし）

## 人口・世帯

### 人口
総数 [単位： 人]
| 1891年（明治24年） | 2,499 |
| 1920年（大正 9年） | 3,141 |
| 1935年（昭和10年） | 3,381 |
| 1950年（昭和25年） | 4,290 |

### 世帯
総数 [単位： 世帯]
| 1920年（大正 9年） | 560 |
| 1935年（昭和10年） | 589 |
| 1950年（昭和25年） | 738 |

## 交通

### 鉄道
- 常総筑波鉄道（ → 関東鉄道）
  - ■ 常総線
    - 大宝駅

### 道路
- 二級国道
  - 国道125号